# Bataille de Tichrine (2024-2025)
Pour les articles homonymes, voir Bataille de Tichrine.
Guerre civile syrienne
Batailles
La deuxième bataille de Tichrine se déroule du 18 décembre 2024 au 12 avril 2025, pendant la guerre civile syrienne. Elle s'achève par la victoire des Forces démocratiques syriennes (FDS) qui repoussent une offensive de l'Armée nationale syrienne (ANS), contre le barrage de Tichrine, près de la ville de Tichrine et le pont de Qara Qawzak, près de la ville de Sarrine, situés tous deux sur l'Euphrate. Le 12 avril 2025, après avoir conclu un accord avec les FDS, les forces du Gouvernement de transition syrien se déploient autour barrage de Tichrine afin de mettre fin aux combats.

## Prélude
Le 30 novembre 2024, une semaine avant la chute du régime Assad, l'Armée nationale syrienne soutenue par la Turquie lance une offensive depuis la région d'al-Bab et assaille aussi bien les positions du régime syrien que celles tenues par les Forces démocratiques syriennes. Le 11 décembre, Mazloum Abdi, le commandant en chef des FDS, annonce le retrait de ses forces de la ville de Manbij et la conclusion d'une trêve avec la médiation des États-Unis : « Nous sommes parvenus via une médiation américaine à un accord de cessez-le-feu à Manbij. [...] Notre but est de parvenir au cessez-le-feu dans toute la Syrie pour commencer un processus politique en faveur de l’avenir du pays »,.

## Déroulement
Malgré la trêve, l'ANS lance une attaque le 18 décembre près du barrage de Tichrine, à 25 kilomètres au sud-est de Manbij,. Selon l'OSDH, l'attaque est repoussée par les forces du Conseil militaire de Manbij et au moins 21 combattants pro-turcs sont tués,.
Cependant, au cours des semaines suivantes, l'ANS lance, avec le soutien de l'aviation et des drones turcs, plusieurs assauts contre le barrage de Tichrine et le pont de Qara Qawzak, près de Sarrine, afin de franchir d'Euphrate,,. Ainsi, les 29 et 30 décembre, des combattants des FDS font une incursion à l'intérieur de la ville de Manbij, tandis que de nouveaux combats éclatent près du barrage de Tichrine. Selon l'OSDH, au moins cinq combattants des FDS et 26 de l'ANS sont tués lors de ces affrontements.
Le 2 janvier 2025, l'ANS lance un assaut contre deux villages au sud de Manbij. Les FDS affirment avoir repoussé l'attaque, menée selon eux « avec le soutien de cinq drones turcs, de chars et de véhicules blindés ». Elles revendiquent la mort de « dizaines de mercenaires » et la destruction de six véhicules blindés, dont un char. L'OSDH donne pour sa part un bilan « non définitif » d'au moins 23 morts pour l'ANS et un tué pour le Conseil militaire de Manbij.
Entre le 2 et le 5 janvier, les forces de l'ANS lancent de nouvelles attaques près du barrage de Tichrine et dans plusieurs villages au sud-est de Manbij,,. Selon l'OSDH, ces combats font au moins 101 morts, dont 85 pour l'ANS et 16 pour les FDS.
Le 8 janvier, une frappe aérienne touche un groupe de manifestants kurdes venus de réclamer l'arrêt des combats, faisant cinq morts selon l'OSDH,.
Le 9 janvier, de nouveaux combats dans la région de Manbij font au moins 37 morts selon l'OSDH, dont 26 pour l'ANS, 6 pour les FDS et 5 du côté des civils. L'OSDH rapporte alors que l'ensemble des combats livrés dans cette zone ont alors fait au moins 322 morts depuis fin décembre.
Le 18 janvier, deux frappes de drones turcs touchent une manifestation kurde et une ambulance du Croissant-Rouge kurde, causant la mort de six civils et faisant 16 blessés.
Le 28 janvier, une frappe de drone turc tue 6 à 12 civils à Sarrine et en blesse 13 à 22 autres,.
Le 1er février, les FDS lancent plusieurs attaques au sud et à l'est de Manbij. Selon l'OSDH, au moins 10 combattants de l'ANS sont tués lors des combats, tandis qu'au moins neuf personnes, dont un nombre indéterminé de combattants de l'ANS, périssent à la suite de l'explosion d'une voiture piégée près d'une position militaire à Manbij. Selon les Casques blancs, au moins trois civils sont tués et six blessés dans cet attentat, tandis que l'agence SANA donne un bilan de quatre civils tués et neuf blessés.
Le 3 février, une autre voiture piégée explose à l'entrée de la ville de Manbij, causant la mort d'au moins 20 personnes selon l'agence SANA,, dont au moins 17 femmes. L'attaque n'est pas revendiquée,, mais elle est probablement commise par les YPG.

## Remise du barrage de Tichrine au gouvernement syrien
Le 29 janvier 2025, le Gouvernement de transition syrien annonce la dissolution de tous les groupes rebelles en vue de construire une nouvelle armée syrienne. Ces instructions sont acceptées par les factions de l'Armée nationale syrienne. Les offensives contre les FDS sont alors suspendues.
Le 10 mars 2025, Ahmed al-Charaa et Mazloum Abdi signent un accord à Damas prévoyant l'intégration au sein de État syrien des institutions civiles et militaires de l'Administration autonome du Nord et de l'Est de la Syrie, contrôlée par les Forces démocratiques syriennes,.
Le 10 avril, le Gouvernement de transition syrien et l'Administration autonome du Nord et de l'Est de la Syrie concluent un autre accord pour la gestion du barrage de Tichrine. Le 12 avril, les forces du nouveau régime commencent à se déployer autour du barrage de Tichrine. L'agence gouvernementale SANA annonce que le « début de l'entrée des forces de l'Armée arabe syrienne et des forces de sécurité dans le barrage de Techrine, [...] pour faire régner la sécurité dans la région, en vertu de l'accord conclu avec les FDS ». L'AFP rapporte que, d'après une source kurde, « l'accord prévoit la création d'une force militaire conjointe entre les FDS et les nouvelles autorités pour protéger le barrage, et un retrait de la zone des factions soutenues par Ankara ». Le barrage reste également sous administration civile kurde.

## Pertes
Selon l'Observatoire syrien des droits de l'homme, au moins 488 combattants de l'ANS, 104 combattants des FDS, quatre soldats turcs et 66 civils, dont huit femmes, onze enfants et un journaliste, sont tués au cours des combats livrés entre le 12 décembre 2024 et le 28 avril 2025,. 
Les FDS donnent quant à elles un bilan, pour la période du 8 décembre 2024 au 15 janvier 2025, de 81 tués dans leurs rangs, 283 tués pour l'ANS et 44 civils tués, dont deux journalistes